# Nadeem Aslam
Nadeem Aslam, född 1966 i Gujranwala i Pakistan, är en brittisk författare med pakistanskt ursprung.

## Biografi
Aslam flyttade med sin familj till England då han var 14 år, då hans far, som var kommunist, flydde från Mohammad Zia ul-Haqs regim. Familjen bosatte sig i Huddersfield, West Yorkshire. Han studerade biokemi vid University of Manchester, men avbröt studierna under det tredje året för att bli författare.
För närvarande bor han i norra London.

## Författarkarriär
Vid 13 års ålder publicerade Aslam sin första novell, skriven på Urdu i en Pakistansk tidning.
Hans debutroman, Season of the Rainbirds (1993), utspelar sig på den pakistanska landsbygden, vann Betty Trask och Author's Club First Novel Awards.
Hans andra roman Maps for Lost Lovers (2004) utspelar sig bland pakistanska invandrare i ett pakistanskt bostadsområde i en engelsk nordlig stad. Romanen tog honom mer än 10 år att skriva och vann Kiriyama Prize.
Aslams nästa roman, The Wasted Vigil, gavs ut 2008.
Hans skrivande har jämförts med Chinua Achebe, Chimamanda Ngozi Adichie och Kiran Desai.

### Utgivet på svenska
- Kartor för vilsna älskande (Maps for lost lovers) (översättning Ann Björkhem, Forum, 2006)
- Den förspillda vakan (The wasted vigil) (översättning Ann Björkhem, Forum, 2009)
- Den blinde mannens trädgård (The blind man's garden) (översättning Niclas Hval, Forum, 2014)

## Priser och utmärkelser
- Author's Club First Novel Award 1993 för Season of the Rainbirds
- Betty Trask Award 1994 för Season of the Rainbirds